# Euphylidorea neadusta
Euphylidorea neadusta là một loài ruồi trong họ Limoniidae. Chúng phân bố ở miền Tân bắc.